# You Don't Know Jack
 (février 2011).
 (novembre 2014).
Si vous disposez d'ouvrages ou d'articles de référence ou si vous connaissez des sites web de qualité traitant du thème abordé ici, merci de compléter l'article en donnant les références utiles à sa vérifiabilité et en les liant à la section « Notes et références ».
Pour les articles homonymes, voir You Don't Know Jack (homonymie).
You Don't Know Jack est une série de jeux vidéo développés par l'éditeur Jellyvision (en) (renommé Jackbox Games (en) en 2013), produit par Melog, BMG Interactive et Berkeley Systems (en). Le jeu se présente sous la forme de questions-réponses.
La série est connue pour son humour décalé et sa présentation simple. À de rares exceptions près, You Don't Know Jack n'utilise jamais d'images, mais seulement du texte, fixe ou animé. Ce choix n'est pas simplement stylistique : en effet, le jeu a été conçu pour minimiser l'espace disque occupé et les temps de chargement.

## Jeu
Dans You Don't Know Jack, le but du jeu est similaire à un jeu de questions-réponses télévisé. Les joueurs sont en compétition pour gagner un maximum d'argent virtuel en donnant les bonnes réponses.
La plupart des versions de You Don't Know Jack offrent le choix entre sept et vingt-et-une questions (c'est notamment le cas du seul volet qui soit sorti en version française). Certaines versions anglophones offrent seulement quinze questions, et le quatrième volume anglophone se contente de douze questions. La version HeadRush pour les adolescents propose des parties en onze questions. Si les joueurs choisissent vingt-et-une questions, un bref intermède a lieu au milieu du jeu, après la dixième question, séparant la première manche de la seconde, où les questions doublent de valeur. Dans la version francophone, quatre-cents questions sont proposées[réf. nécessaire].
Au fil des questions, les candidats amassent ou perdent de l'argent virtuel. Après la question finale, le vainqueur est celui qui a amassé le plus d'argent.
On peut trouver la même fibre d'un jeu vidéo culturel et humoristique dans le Burger Quiz. Typiquement, les questions "Sel ou poivre" de ce jeu s'apparentent aux "Couci-couça" décrits plus bas.

## Déroulement d'une partie type

### Inscription
Le jeu débute en général par une inscription simple des joueurs (de un à trois, selon les versions) qui inscrivent leur nom, et par le choix entre différents modes de jeu possibles (sept ou vingt-et-une questions dans la version francophone). Chacun se voit alors attribuer une touche du clavier et expliquer les règles du jeu. Cette phase du jeu ressemble à la véritable préparation d'un jeu télévisé : on entend des musiciens répéter, un producteur occupé, une chauffeur de salle et le seul graphisme affiché reste un large "En direct" au milieu de l'écran. Les joueurs peuvent décider de passer les explications, ce qui leur attirera les sarcasmes du présentateur critiquant leur impatience.

### Questionnaire
« Eh ben alors, ça joue ! Faut choisir une catégorie… »

— Jack
Pour chaque question, un des joueurs pris au hasard doit choisir parmi trois catégories aux noms plus loufoques les uns que les autres, et qui permettent rarement de savoir de quoi la question va traiter. Et de toutes façons, si le choix de catégorie ne se fait pas suffisamment rapidement, Jack se fait une joie de la choisir à la place du joueur. Après une petite animation mettant en scène le numéro de la question, la question est posée. Plusieurs types de questions existent, dont les principales dans la version francophone sont ici décrites.

#### Question simple
« Jouissive catégorie suivante… »

— Jack
Jouée pour un montant de 1 000, 2 000 ou 3 000 francs dans la première manche, 2 000, 4 000 ou 6 000 francs dans la seconde, le montant varie en fonction de la difficulté de la question.
L'animateur énonce la question (sur un mode très décalé), et quatre réponses possibles s'affichent. Les joueurs ont dix secondes pour répondre, mais peuvent taper leur touche avant même que le décompte ne commence. Le premier joueur à appuyer sur sa touche et à donner la bonne réponse gagne la somme indiquée. Si la réponse est erronée, le montant en question est au contraire déduit de sa cagnotte.

#### Rimatologie
« "Toudidoudidoudidou", ça rimatole avec "Scoubidou chie sous Milou". Ça veut rien dire, je sais. »

— Jack
Les questions de rimatologie sont un peu particulières. En effet, il faut retrouver une expression homophone à une première. Le rapprochement est assez difficile puisque uniquement basé sur une ressemblance des voyelles. Pour aider les joueurs, des indices s'affichent à l'écran au fur et à mesure que le temps passe, mais le montant en jeu diminue peu à peu.

#### Couci-couça
Les "couci-couça" ne sont joués que par le joueur qui a eu la (mal)chance de choisir la catégorie correspondante, rien ne les départant des autres catégories lorsque s'affiche leur nom. Les autres joueurs se voient proposer « d'aller prendre un café », etc.
L'animateur énonce alors une série de sept mots ou expressions, et le joueur doit indiquer si cela correspond à l'un ou l'autre des deux thèmes proposés, voire aux deux, durant les trente secondes imparties. 500 ou 1 000 francs (selon la manche) tombent dans l'escarcelle du joueur pour chaque bonne réponse, autant de perdu en cas de mauvaise réponse.

#### Autres types de questions
- Les "drelin-drelin" sont des questions rarissimes (pas plus de deux ou trois dans la version francophone), mettant en scène un appel fictif à un téléspectateur tout aussi fictif. Après que Jack et le téléspectateur ont échangé sur la pluie et le beau temps, en première manche, le téléspectateur revient en deuxième manche poser une question de son choix aux candidats. Dans les faits, cela signifie que la partie ne comporte alors que vingt questions, mais le drelin-drelin peut rapporter 5 000 francs.
- Quelques questions portent sur des images. Après un bref affichage, la question posée porte plus ou moins sur ce qui a été mis sous les yeux des candidats.

### Jack Attack
« Le moment de la Jack Attack est arrivé ! Si vous voyez deux mots qui s'assemblent, appuyez sur votre touche. Si c'est bon, vous gagnez 2000 francs. Si c'est faux, c'est moi qui les prends. Et surtout, n'oublie pas l'indice… Tout n'est pas bon à prendre ! Allez dans la paix de l'indice. »

— Jack
Une partie se termine par la Jack Attack. Le principe est le suivant : un indice est donné par le présentateur. Par la suite, les joueurs voient défiler des mots en rapport avec l'indice ou non (noms et prénoms, membres de duos célèbres, films et réalisateurs etc.). Chaque fois que deux mots "correspondants" apparaissent simultanément, ils doivent appuyer sur leur touche. Là encore, une bonne réponse rapporte de l'argent tandis qu'une mauvaise le déduit de la cagnotte.
Au maximum, sept combinaisons sont proposées. La Jack Attack s'achève, que les sept paires aient été trouvées ou non, après au maximum dix propositions.

### Fin de partie
« Je suis obligée contractuellement de te féliciter… »

— Rosalie
La partie s'achève donc avec la Jack Attack. Le joueur qui a amassé le plus d'argent (ou celui qui en a perdu le moins) est déclaré vainqueur. S'affiche alors le tableau des meilleurs scores, et Rosalie, l'assistante, félicite et se moque tour à tour des différents candidats. Elle leur propose ensuite de rejouer.
Par la suite, s'affiche les crédits du jeu et de la production. Leur affichage est ponctué de fausses publicités.

### Accidents de parcours

#### Interventions de l'animateur
Le cours du jeu peut être quelque peu changé par des interventions de l'animateur.
- Tout d'abord, si le candidat ne choisit pas suffisamment vite la catégorie suivante, eh bien Jack s'en charge pour lui ! Non sans se montrer moqueur envers sa lenteur, d'ailleurs.
- Il arrive à l'animateur, si personne ne répond à la question dans le temps imparti, de choisir au hasard un candidat et de le forcer à répondre.
- Si un candidat appuie sur sa touche avant que la question ne soit posée, alors, il lui propose de « montrer s'il est si malin ». Le candidat doit alors taper sa réponse au clavier, avec pour seul indice l'intitulé de la catégorie qui, rappelons-le, est rarement en lien avec la question qui lui est rattachée.

#### Vissieuse
Il existe un moyen pour un candidat de perturber le cours du jeu. Chaque candidat dispose d'une "vissieuse", figurée sous la forme d'une vis. S'il s'aperçoit, en cours de jeu, qu'une question laisse perplexe l'un de ses concurrents, il peut alors taper sa lettre, puis la lettre "V". Il choisit alors de forcer l'un des deux autres à répondre à la question posée.
- Soit le candidat "vissié" répond faux, et perd donc la somme en jeu ;
- Soit le candidat répond juste bien que pas à l'initiative de sa réponse, et il empoche alors la somme. Par contre, le "vissieur" se voit quant à lui pénalisé du montant en jeu.

## Crédits
- Le créateur du jeu est Harry Gottlieb pour Jellyvision.
- La production est assurée Steve Austin et Fréréric de Foucaud pour Melog. Par clin d'œil, leurs noms reviennent fréquemment dans les mauvaises réponses possibles de la Jack Attack. Christopher York de Berkeley Systems et Lucien King de BMG Interactive sont également crédités.
- Dans la version francophone, la voix de Jack est celle de Luc Mitéran, celle de Rosalie est celle d'Alicia Alonso

## Versions

### États-Unis
La première version de You Don't Know Jack est parue aux États-Unis sur CD-rom en 1995. Une extension avec de nouvelles questions est parue, mais à présent elle est incluse avec le volume 1 sous le nom You Don't Know Jack XL.
Le jeu a connu de nombreuses suites :
- You Don't Know Jack Volume 2 (1996)
- You Don't Know Jack Volume 3 (1997)
- You Don't Know Jack Volume 4 : The Ride (1998)
- You Don't Know Jack Special Edition, distribué par General Mills après avoir acquis un certain nombre de preuves d'achat de céréales et payé les frais de port. Il s'agit de la première version du jeu, mais avec un logo "You Don't Know Jack Censored", quelques questions et publicités en moins, des sons "bipés".
- You Don't Know Jack : 5th Dementia (2000) qui est la seule version à avoir permis aux joueurs de se mesurer sur Internet, mais les serveurs ne sont plus actifs aujourd'hui.
- You Don't Know Jack Volume 6 : The Lost Gold (2003)
- You Don't Know Jack (sorti aux États-Unis le 8 février 2011, sur PC, Xbox 360, Wii, PS3, Nintendo DS)

Des versions spécialisées dans certains domaines ont aussi vu le jour :
- You Don't Know Jack : Sports (1996)
- You Don't Know Jack : Movies (1997)
- You Don't Know Jack : Television (1997)

Deux versions ont été créées à partir des questions en ligne, mais elles ont été abandonnées :
- You Don't Know Jack: Offline (1999)
- You Don't Know Jack: Louder! Faster! Funnier! (2000)

La plupart des versions de You Don't Know Jack fonctionne sur Windows et Macintosh, à l'exception de You Don't Know Jack: 5th Dementia et de You Don't Know Jack Volume 6: The Lost Gold qui fonctionnent exclusivement sous Windows.
Jellyvision a également développé Headrush (1998), similaire à You Don't Know Jack mais à destination des joueurs plus jeunes.
YDKJ n'est plus vendu dans les magasins aujourd'hui, mais on peut encore le commander via le site de Jellyvision qui fournit des versions compatibles avec Windows XP.

### En dehors des États-Unis
La France, le Royaume-Uni, l'Allemagne et le Japon ont également eu droit à leurs versions de You Don't Know Jack, basées sur le moteur du volume 2 américain. Une extension a un temps été envisagée pour la version britannique, mais elle a été abandonnée en raison de ventes modestes.
La version allemande a connu un grand succès, et donc des suites :
- 'Vol. 1' était l'équivalent du Volume 2 US
- 'Vol. 2' était l'équivalent du Volume 3 US
- 'Vol. 3: Abwärts!' (qui signifie «Vers le bas !») était l'équivalent du Volume 4: The Ride
- 'The German PlayStation' était l'équivalent du 'PlayStation game' US
- 'Vol. 4' mélangeait les questions et le mode en ligne du 5th Dementia avec les graphismes du Vol. 6: The Lost Gold.

### En ligne
Deux versions en ligne de You Don't Know Jack: The Netshow ont été lancées, mais par la suite, des problèmes d'espace disque, des aléas techniques et la difficulté de trouver un modèle de financement ont précipité sa disparition. La première version en ligne était généraliste, la seconde portait sur le sport.
Fin 2006, un nouvel essai en ligne avec un seul mode de jeu a été tenté sur http://youdontknowjack.com. Le 5 mars 2007, un premier épisode entier a été mis à disposition : depuis, de nouveaux épisodes apparaissent chaque semaine. La série s'est toutefois arrêtée avec l'épisode 100, mis en ligne le 22 septembre 2008, mais ils restent jouables.
En 2015, une version jouable dans un navigateur a été mise en ligne sur http://www.ydkjs.eu/. Il est notamment possible de jouer gratuitement à une démo des versions française, anglaise (UK) et allemande directement dans un navigateur, sans avoir besoin d'installer quoi que ce soit sur son ordinateur. Le jeu fonctionne en Javascript, et les données sont tirées directement des jeux originaux. Ce projet non-officiel, qui se nomme YDKJS (pour You Don't Know Javascript), a pour but de faire fonctionner le jeu en multijoueur sur Internet, afin de donner la possibilité aux fans de s'affronter en ligne, en particulier pour la version française qui n'a jamais eu cette possibilité officiellement. Le code-source du moteur en Javascript est libre, ainsi que les outils qui permettent l'extraction des données.

### Sur consoles
Deux versions en anglais ont été créées pour la console PlayStation aux États-Unis : You Don't Know Jack (1999) et You Don't Know Jack: Mock 2 (2000).
Ces deux versions sont aujourd'hui épuisées mais peuvent encore être trouvées sur le marché de l'occasion.